# Хаавикко, Пааво
Пааво Хаавикко (фин. Paavo Haavikko, 25 января 1931, Хельсинки, Финляндия — 6 октября 2008, Хельсинки, Финляндия) — финский поэт, прозаик, драматург.

## Творчество
Как поэт сформировался в русле европейского модернизма, особое влияние на него оказал Т. С. Элиот. Хаавикко принадлежат книги стихов «Римские вечера» (1951), «Зимний дворец» (1959), драмы «Мюнхаузен» (1960), «Аудун и белый медведь» (1967), «Агрикола и лиса» (1968), «Король отправляется во Францию» (1974), «Анастасия и я» (1992), «Просперо» (1995).
Автор нескольких либретто, в том числе оперы Всадник композитора Аулиса Саллинена.

## Признание
Почётный доктор Хельсинкского университета (1969). Премия Эйно Лейно (1963), Нейштадтская литературная премия (1984). На тексты Хаавикко писали музыку Аулис Саллинен, Тапани Лянсиё, Чин Ынсук.